# Jaderný izomer
Jaderný izomer je metastabilní stav atomového jádra způsobený excitací jednoho nebo více nukleonů. Jaderné izomery jsou energeticky bohatší oproti odpovídajícímu základnímu stavu jádra. Jaderné izomery mohou uvolnit přebytečnou energii a přejít do základního stavu.

## Proces rozpadu
Izomery mohou přejít do základního stavu dvěma způsoby:
1. emisí záření gama – emise vysokoenergetického fotonu
2. vnitřní konverzí – energie je využita pro ionizaci atomu

nebo se dříve přemění na jiné nuklidy.